# 吉本熊夫
吉本 熊夫（よしもと くまお、1898年（明治31年）1月24日 - 1959年（昭和34年）9月19日）は、日本の実業家。日本ガイシ代表取締役社長や、愛知県経営者協会会長を務めた。

## 人物・経歴
山口県下松市出身。1919年東京高等工業学校（現東京工業大学）電気科卒業。1948年日本碍子社長。1950年初代昭和法人会会長、名古屋地方国有鉄道調停委員会委員。1955年化学工学会東海支部長、経済審議会委員。1958年愛知県経営者協会会長。1959年急逝、正五位勲三等瑞宝章。

## 著書
- 日本碍子編『碁三昧吉本熊夫遺稿集』日本碍子、1960年。